# Брег-при-Голем Брду
Брег-при-Голем Брду (словен. Breg pri Golem Brdu) — мале поселення на південь від с. Голо Брдо в общині Брда, Регіон Горишка, Словенія. Висота над рівнем моря: 184,9 м.